# 2004年アテネオリンピックのインド選手団
2004年アテネオリンピックのインド選手団（2004ねんアテネオリンピックのインドせんしゅだん）は、2004年8月13日から8月29日にかけてギリシャの首都アテネで開催された2004年アテネオリンピックのインド選手団、およびその競技結果。

## 概要
今大会は銅メダル1個を獲得した。

## メダル
| メダル | 選手名                         | 競技 | 種目               |
| ------ | ------------------------------ | ---- | ------------------ |
| 銀     | ラジャバルダン・シン・ラトール | 射撃 | 男子ダブルトラップ |